# Im Zweifel für den Angeklagten (Drama)
Im Zweifel für den Angeklagten (englischer Originaltitel: Clarence Darrow) ist ein Einpersonenstück von David W. Rintels. Es basiert auf Irving Stones Biografie des US-amerikanischen Rechtsanwalts und Bürgerrechtlers Clarence Darrow. In dem Stück blickt Darrow zurück auf sein Leben und seine bedeutendsten Fälle.
Rintels schrieb das Stück 1973, die Uraufführung fand am 26. März 1974 im Helen Hayes Theatre in New York statt.

## Verfilmungen und Übersetzungen
Eine Inszenierung mit Henry Fonda und unter der Regie von John Rich wurde fürs Fernsehen aufgenommen und am 4. September 1974 auf NBC ausgestrahlt. Rintels erhielt dafür bei den Emmy Awards 1975 eine Auszeichnung in der Kategorie Adaptiertes Drehbuch für einen Fernsehfilm.
Nachdem Günther Penzoldt das Stück ins Deutsche übersetzt hatte, wurden zwei deutschsprachige Inszenierungen ebenfalls im Fernsehen gesendet: 1978 eine Produktion des ORF mit Curd Jürgens (Regie: Willi Schmidt) und 1987 eine Koproduktion von ORF und Hessischem Rundfunk mit Hans-Joachim Kulenkampff (Regie: Wolfgang Glück). Eine weitere Übersetzung ins Deutsche durch Christian Kohlund hatte ihre Erstaufführung im Jahr 2000 an der Bühne 64 in Zürich.
1982 erschien eine norwegische Fernsehfassung mit Henki Kolstad unter dem Titel Forsvarsadvokaten.